# Percy Nash
Percy Nash (1869 – 1958) foi um diretor de cinema britânico.

## Filmografia selecionada
- Black-Eyed Susan (1913)
- Enoch Arden (1914)
- Disraeli (1916)
- Darby and Joan (1919)
- The Flag Lieutenant (1919)
- Hobson's Choice (1920)
- Won by a Head (1920)
- How Kitchener Was Betrayed (1921)
- The Croxley Master (1921)